# Centrolabrus
Centrolabrus – rodzaj ryb okoniokształtnych z rodziny wargaczowatych (Labridae).

## Klasyfikacja
Gatunki zaliczane do tego rodzaju:
- Centrolabrus caeruleus
- Centrolabrus exoletus – jaskroń[4]
- Centrolabrus trutta – jaskroń trociak[5]